# Contea di Montrose
La contea di Montrose, in inglese Montrose County, è una contea dello Stato del Colorado, negli Stati Uniti. La popolazione al censimento del 2010 era di 41 276 abitanti. Il capoluogo di contea è Montrose.

## Geografia
La contea si trova nella parte ovest dello Stato, al confine con lo Utah. I fiumi più importanti sono l'Uncompahgre, il Dolores e il Gunnison. Quest'ultimo scorre nel parco nazionale del Black Canyon of the Gunnison, una delle aree protette nella contea.

### Contee confinanti
- Contea di Mesa - nord
- Contea di Delta - nord
- Contea di Gunnison - est
- Contea di Ouray - nord-est
- Contea di San Miguel - sud
- Contea di San Juan (Utah) - ovest
- Contea di Grand (Utah) - nord-ovest

## Storia
L'area era abitata dagli Ute. L'era spagnola terminò con l'indipendenza messicana nel 1821. Nel 1848 l'area passò sotto il controllo degli Stati Uniti. La contea fu creata nel 1883. Fu chiamata come l'omonima città e capoluogo di contea, Montorose, in onore di un personaggio di "The legend of Montrose" di Walter Scott.

## Comuni
L'unica city è Montrose, il capoluogo di contea.

### Towns
- Naturita
- Nucla
- Olathe